# Abdusattor Eshonqulov
Abdusattor Eshonqulov (ros. Абдусаттар Ишанкулов, ur. 29 listopada?/12 grudnia 1917 w Taszkencie, zm. 2 grudnia 1997 tamże) – radziecki lotnik wojskowy, major, Bohater Związku Radzieckiego (1945).

## Życiorys
Był Uzbekiem. Do 1934 uczył się na rabfaku przy Środkowoazjatyckim Uniwersytecie Państwowym w Taszkencie, później został pomocnikiem majstra w zakładzie tkackim w tekstylnym kombinacie w Taszkencie, od sierpnia 1937 służył w Armii Czerwonej. W 1939 ukończył wojskową szkołę lotniczo-techniczną w Wolsku i został technikiem lotniczym wyższych kursów lotniczych w Lipiecku, w 1942 ukończył wojskową szkołę lotniczą w Woroneżu, a w 1943 wojskową szkołę lotniczą w Bałaszowie, służył w 5 zapasowym pułku lotniczym. Od stycznia 1944 do maja 1945 uczestniczył w wojnie z Niemcami jako lotnik, starszy lotnik i dowódca klucza 62 pułku lotnictwa szturmowego 233 Dywizji Lotnictwa Szturmowego 4 Armii Powietrznej, walczył na Froncie Zachodnim i 2 Białoruskim. Wykonał ponad sto lotów bojowych samolotem Ił-2, niszcząc 10 czołgów, 69 samochodów i wiele broni i siły żywej wroga. Po wojnie służył w lotnictwie Turkiestańskiego Okręgu Wojskowego, a od 1949 w lotnictwie wojskowo-transportowym, ubezpieczając transport uczonych zaangażowanych w radziecki projekt atomowy, m.in. Kurczatowa i Wannikowa. Od 1958 do 1960 pracował w dziale transportowym Państwowego Naukowo-Badawczego Instytutu Sił Powietrznych, w 1959 otrzymał stopień majora, w maju 1960 został zwolniony do rezerwy. W 1957 został lotnikiem wojskowym I klasy. Mieszkał w Lubiercach w obwodzie moskiewskim, później wrócił do Taszkentu.

## Odznaczenia
- Złota Gwiazda Bohatera Związku Radzieckiego (18 sierpnia 1945)
- Order Lenina
- Order Czerwonego Sztandaru
- Order Wojny Ojczyźnianej I klasy (dwukrotnie)
- Order Czerwonej Gwiazdy (trzykrotnie)

I medale.